# Rasa mongoloidă
Mongoloid este o grupare rasială astăzi perimată, ce cuprindea diferite popoare indigene din mari părți ale Asiei, Americilor, și unor regiuni din Europa și Oceania. Termenul derivă dintr-o mai veche teorie a raselor biologice, astăzi infirmată. În trecut, i se mai spunea „rasa galbenă”, „asiatică” sau „orientală”.
Conceptul împărțirii omenirii în rasele mongoloidă, europoidă, și negroidă a fost introdusă în deceniul anilor 1780 de membri ai Școlii de istorie de la Göttingen⁠(d). Ea a fost dezvoltată apoi mai departe de specialiștii occidentali în contextul ideologiilor rasiste din epoca colonialismului. După dezvoltarea geneticii moderne, conceptul unor rase umane distincte în sens biologic a devenit perimat. În 2019, American Association of Biological Anthropologists⁠(d) afirma: „Credința în «rase» drept aspecte naturale ale biologiei umane, și structurile de inegalitate (rasism) care izvorăsc din asemenea credințe, sunt printre cele mai dăunătoare elemente ale experienței umane de astăzi și din trecut.”
Termenul mongoloid a mai fost folosit și cu referire la persoanele afectate de sindromul Down (căruia i se spunea și „mongolism”), și este considerat foarte jignitor.